# Новка-1
Новка-1 (узб. Novqa-1 / Новқа-1) — посёлок городского типа, расположенный на территории Бахмальского района Джизакской области Республики Узбекистан.

Статус посёлка городского типа с 2009 года.